# CASA C-202
Die CASA C-202 Halcón (spanisch für Falke) war ein zweimotoriges Verkehrsflugzeug des spanischen Herstellers Construcciones Aeronáuticas S.A. aus den 1950er-Jahren. Es war für 14 Passagiere ausgelegt, war aber nicht mit einer Druckkabine ausgestattet. Aufgrund von Problemen mit dem Antrieb wurden nur zehn Serienmaschinen gebaut und als T.6 von der spanischen Luftwaffe in Dienst gestellt.

## Geschichte
Im November 1948 beauftragte die spanische Regierung den Hersteller CASA mit der Fertigung eines kleinen Passagierflugzeugs für den Inlandsverkehr. Zunächst sollten zwei Prototypen gebaut werden. Der Erstflug fand im Mai 1952 statt. Im Oktober 1953 bestellte die Regierung die ersten zehn Vorserienmaschinen. Im Jahr 1962 wurde der Vertrag über die Lieferung der Hauptserie gekündigt. CASA hatte keinen Lieferanten für ein ausreichend starkes Triebwerk gefunden.

## Konstruktion
Die Halcón war ein als Tiefdecker ausgelegtes Ganzmetallflugzeug mit einem einziehbaren Bugradfahrwerk. Die Kabine war klimatisiert.
Als Antrieb waren zwei Kolbenmotoren des spanischen Herstellers Elizalde vorgesehen. Da sich deren Entwicklung verzögerte, mussten die Prototypen zunächst provisorisch mit anderen Antrieben ausgestattet werden. Der vom Nachfolgeunternehmen ENMASA gelieferte Elizalde 9C-Motor erwies sich am Ende als zu schwach. Die ersatzweise Beschaffung des Wright-Cyclone-Triebwerks scheiterte an der Insolvenz des Motorenherstellers Minnesota Air Motive.

## Militärische Nutzer
- Spanien
  - Ejército del Aire

## Technische Daten
| Kenngröße             | Daten                                       |
| --------------------- | ------------------------------------------- |
| Besatzung             | 3                                           |
| Passagiere            | 14                                          |
| Länge                 | 16,00 m                                     |
| Spannweite            | 21,55 m                                     |
| Höhe                  | 3,80 m                                      |
| Flügelfläche          | 57,35 m²                                    |
| Leermasse             | 5270 kg                                     |
| Startmasse            | 7750 kg                                     |
| Reisegeschwindigkeit  | 300 km/h                                    |
| Höchstgeschwindigkeit | 345 km/h                                    |
| Triebwerke            | zwei Sternmotoren Elizalde 9C-29-750 Beta-4 |